# Solenophora obscura
Solenophora obscura är en tvåhjärtbladig växtart som beskrevs av Johannes von Hanstein. Solenophora obscura ingår i släktet Solenophora och familjen Gesneriaceae. Inga underarter finns listade i Catalogue of Life.